# Warren County, Georgia
Warren County är ett administrativt område i delstaten Georgia, USA, med 5 834 invånare. Den administrativa huvudorten (county seat) är Warrenton.

## Geografi
Enligt United States Census Bureau så har countyt en total area på 743 km². 740 km² av den arean är land och 3 km² är vatten.

### Angränsande countyn
- Wilkes County - nord
- McDuffie County - öst
- Glascock County - sydost
- Hancock County - sydväst
- Taliaferro County - nordväst